# Cañada del Hoyo
Cañada del Hoyo é um município da Espanha, na província de Cuenca, comunidade autônoma de Castela-Mancha. Tem 90,37 km² de área e em 2021 tinha 224 habitantes (densidade: 2,5 hab./km²). Limita com os municípios de Cuenca, Carboneras de Guadazaón, La Cierva, Fuentes, Pajarón, Reíllo e Valdemorillo de la Sierra.